# Uxpanapa (municipalité)
La municipalité d'Uxpanapa est l'une des 212 municipalités de l'État de Veracruz, et est située à l'extrémité sud-est de cet État. Elle confine au sud avec l'État de Oaxaca, en prenant appui sur les piémonts de la Sierra Madre de Chiapas. Établie dans la haute vallée de la rivière Uxpanapa, affluente du fleuve Río Coatzacoalcos, elle fait partie de l'isthme de Tehuantepec. Elle fait également partie de la Région Olmeca, qui est l'une des subdivisions administratives de l'État de Veracruz.

## Géographie
La municipalité de Las Choapas s'étend d'est en ouest le long de la limite administrative avec l'État de Oaxaca, et prend appui au sud sur les piémonts de la Sierra Madre de Chiapas. Elle fait géographiquement partie de l'isthme de Tehuantepec, bien que pour des raisons topographiques le couloir de communication entre les océans Atlantique et Pacifique soit établi plus à l'ouest, dans la vallée du Río Coatzacoalcos. Elle notamment traversée par le Río Uxpanapa, affluent de rive droite du Río Coatzacoalcos. D'une superficie de 1912,3 km2, et peuplée en 2010 de 27 326 habitants, sa densité est de 14,3 habitants par km2.
Elle est limitrophe au nord et à l'est de la municipalité de Las Choapas, au nord de celles de Minatitlán et de Hidalgotitlán, à l'ouest de celle de Jesús Carranza, et au sud, au sein de l'État de Oaxaca, de celle de Santa María Chimalapa.

## Composition et démographie
La municipalité est composée en 2010 de 135 localités, dont une seule est considérée comme urbaine, les autres étant rurales.
| Localité                           | Population |
| ---------------------------------- | ---------- |
| La Chinantla (Poblado 10)          | 3315       |
| Río Uxpanapa (Poblado Catorce)     | 1655       |
| Helio García Alfaro (Poblado Once) | 1633       |
| La Horqueta (Poblado Doce)         | 1492       |
| Poblado Cinco                      | 1329       |
| Reste des localités                | 17 922     |
| Total population                   | 27 346     |

En plus de l'espagnol, plusieurs langues amérindiennes sont parlées dans la municipalité, dont les principales sont par ordre d'importance : le chinantèque, le zoque, le totonaque et le nahuatl.

## Histoire
La municipalité est créée en 1997, à partir de localités prélevées sur les municipalités environnantes de Hidalgotitlán, Las Choapas, Minatitlán et Jesús Carranza. La ville de La Chinantla en devient le chef-lieu.

## Économie

### Agriculture et élevage
La superficie des parcelles semées représentait en 2013 un total de 15 372,8 hectares, parmi lesquels 4472,8 étaient voués à la culture de l'hévéa, 9900 à la culture du maïs et 300 à celle du piment vert.
En 2013, la production de viande par tonnes comprenait 4629,9 tonnes de viande bovine, 43,3 tonnes de viande porcine, 24,9 tonnes de viande ovine, 128 tonnes de volailles et 14,8 tonnes de dinde. La superficie vouée à l'élevage représentait alors 15 523 hectares.